# 文具女子博
文具女子博（ぶんぐじょしはく）は、紙、文房具などを専門とする展示即売会イベント。
「日本最大級の文具の祭典」として知られる。

## 解説
2017年12月に、文具の魅力を体験し、その場で商品購入ができるイベントとして初開催され、3日間でおよそ2万5000人が来場した。以降、定期的に開催されており、ECサイト（コロナ禍）、東京都、大阪府、広島県、福岡県などにも販売展示を広げている。
公式ホームページでは「お子様から主婦、ビジネスマンまで、まさに老若男女が一堂に会します」と謳っており、女子博と銘打っているが男性も入場可能である。
2023年からは産学連携の「文具のアイデアコンペティション」を開催している。第1回は会場となった東北工業大学のほか、工大サミット参加大学の学生が参加した。

## 文具女子アワード
2017年の第1回文具女子博からスタート。文具女子博の来場者の直接投票で決まる文具アワード。その年に出店する文具メーカーがそれぞれイチオシ商品をエントリーし、その中で最も多くの来場者の心を掴んだ商品を決める。文具業界の関係者ではなく、一般の人が投票で決めるという新しいコンセプトのもと企画された。

### 歴代大賞文具
- 2017年　第1回大賞　メーカー：コクヨ　商品名：カルカット（クリップタイプ）[9]
- 2018年　第2回大賞　メーカー：BGM　商品名：「女子文具」マスキングテープ[9]
- 2019年　第3回大賞　メーカー：カンミ堂　商品名：リングリーフ[9]
- 2020年　第4回大賞　メーカー：コクヨ　商品名：Bobbin[9]
- 2021年　第5回大賞　メーカー：シヤチハタ株式会社　商品名：いろづくり[9]
- 2022年　第6回大賞　メーカー：クツワ株式会社　商品名：マステノリボンボン[9]